# Barandilla de La Concha en San Sebastián
La Barandilla de La Concha en San Sebastián (España), es uno de los elementos más emblemáticos y reconocibles de la ciudad. Con más de 100 años de historia, esta elegante estructura de hierro forjado se ha convertido en el símbolo más representativo de la ciudad. 
Fue diseñada por el arquitecto municipal  Juan Rafael Alday Lasarte  y su instalación fue completada en 1910. La barandilla fue fundida por la empresa Fundiciones Molinao, que más tarde se transformaría en Luzuriaga en 1918.
Este elemento decorativo y funcional recorre la playa de La Concha, siendo el objeto más fotografiado por turistas de todo el mundo que visitan la ciudad.

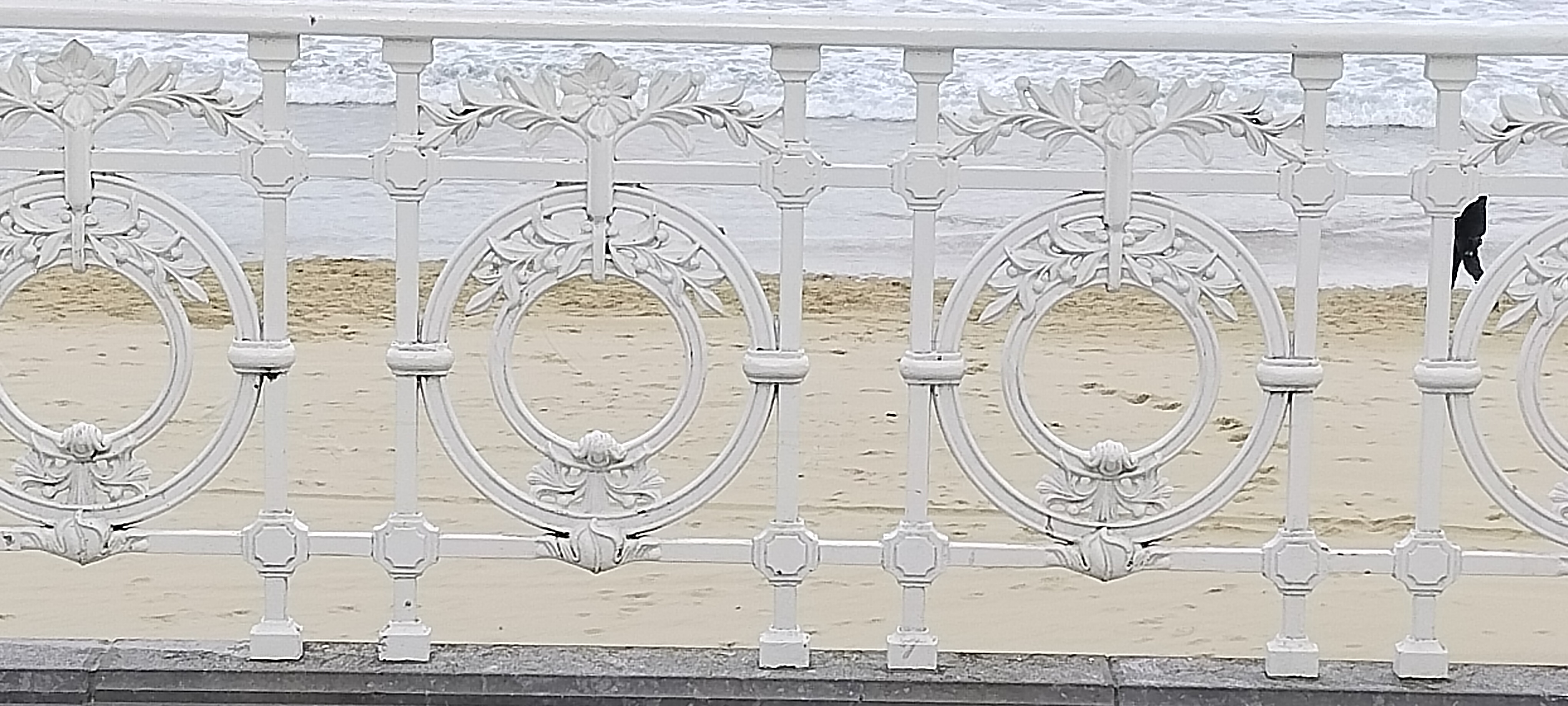
Barandilla de la Concha

Su inauguración oficial fue realizada por el rey Alfonso XIII en 1916, marcando el inicio de su importancia en el paisaje urbano de San Sebastián. 

## Descripción
Anteriormente a la instalación de la barandilla, existía otra al menos desde 1890 que se trasladó a otros lugares de la ciudad como el Paseo de Francia.
La barandilla vigente se instaló por tramos entre los años 1910 y 1920 por todo el Paseo de La Concha, desde el Club Náutico  hasta el túnel del Antiguo, y posteriormente también en la zona de Ondarreta, cerca del túnel del Antiguo (1929) y al lado de la rampa del   Tenis (1949), así como en diez pequeños miradores del paseo de Miraconcha.
A la barandilla le acompañó una remodelación de todo el paseo de la Concha   financiada en parte con los beneficios del juego en los casinos de la ciudad.  Arrancó en 1910 y se materializó sobre un voladizo sostenido por 96 columnas, diseñado por el propio Alday. 
Intercaladas en el trayecto de la barandilla hay varias estructuras reseñables:
- Balcón de piedra con destino a muro construido previamente a la barandilla por el arquitecto municipal José Goicoa. En la actualidad alberga una escultura de Eduardo Chillida dedicada a Alexander Fleming.

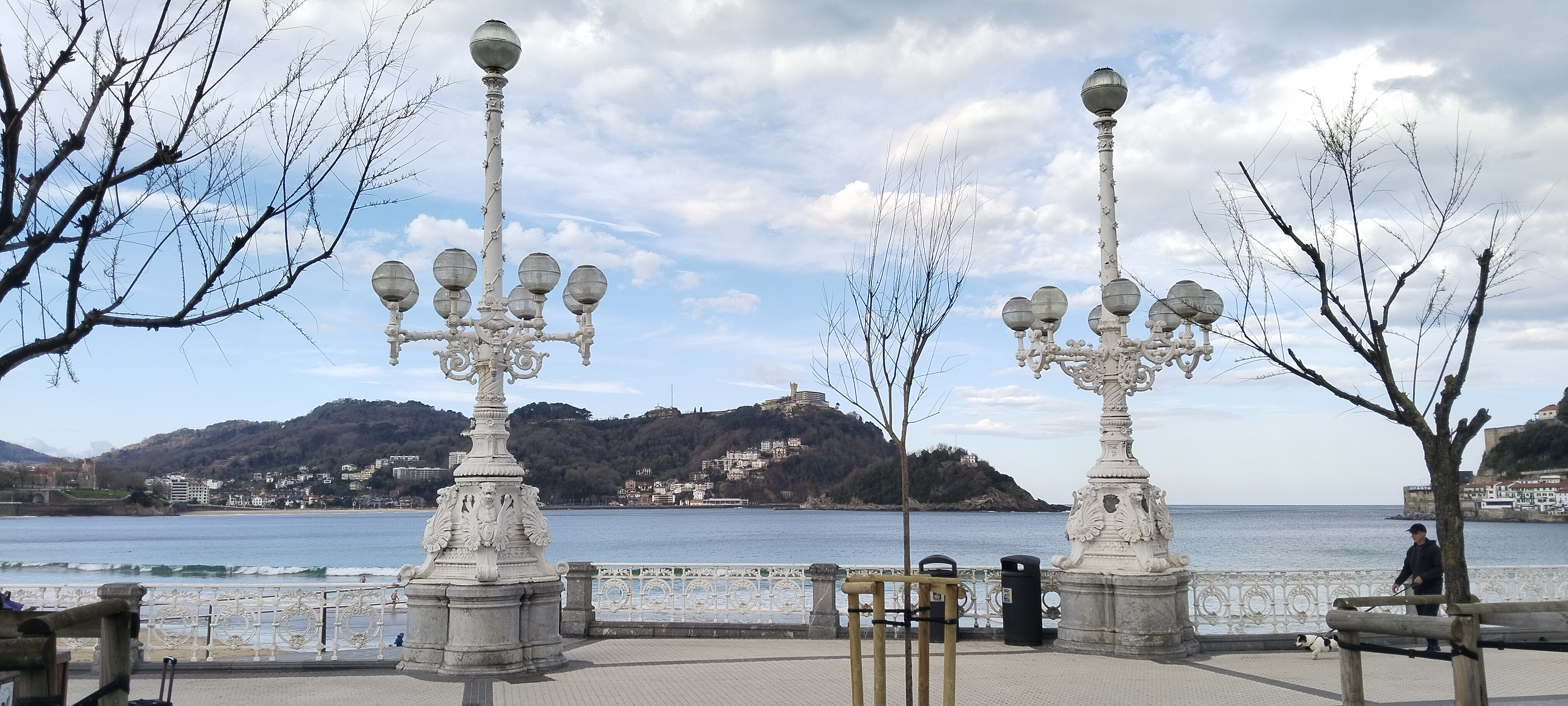
Farolas y barandilla de la Concha

- Edificios del club deportivo Eguzki  , Balneario de la Perla y Club Atlético  San Sebastián.
- Una plataforma proyectada por Alday  con  dos rampas laterales y  un reloj sobre dos  obeliscos. Estos dos pilares combinan la caliza de Deva, el mármol de Carrara, la piedra de Motrico y mármol gris oscuro, todo ello sobre los muros de mampostería y hormigón al igual que las rampas de bajada a la playa.
- Dos grandes farolas, proyectadas por Alday, que flanquea la rampa de bajada a la playa frente a la plaza de Cervantes.

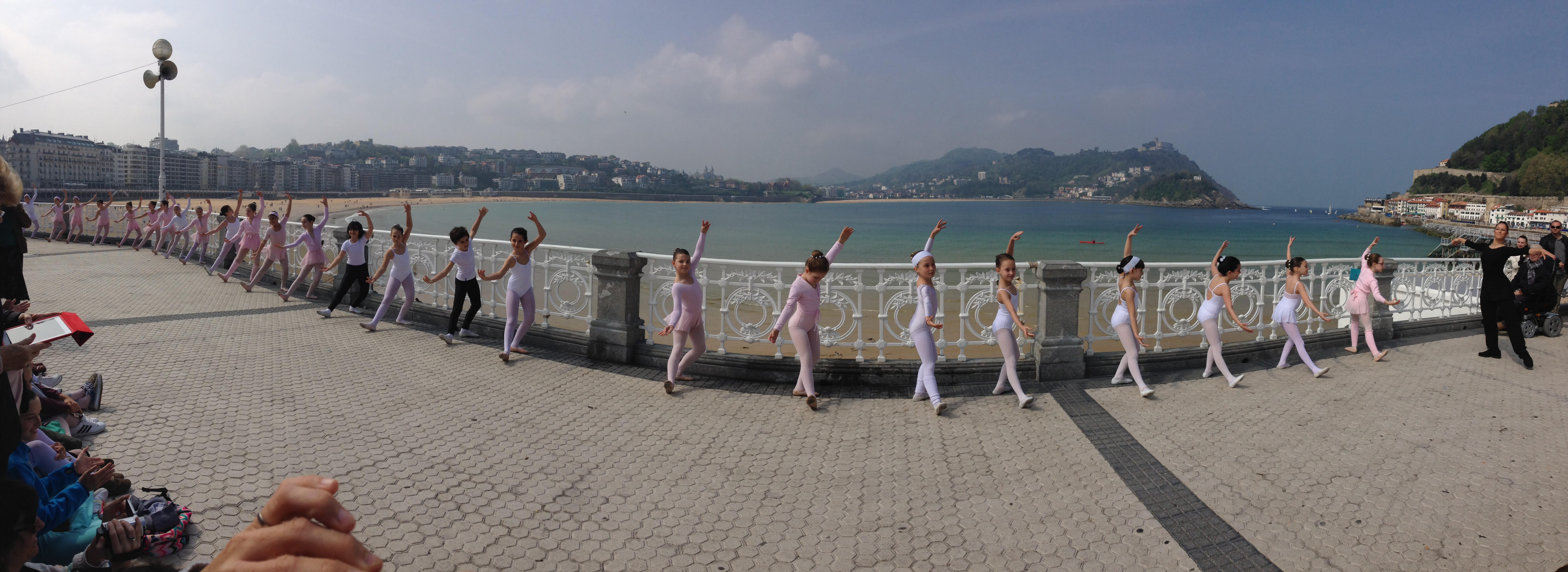
Ballet Clásico en La Barandilla de La Concha

Éstas farolas son también un icono significativo de la ciudad.
A partir de 2004 se procedió a sustituir, en diferentes fases, la antigua barandilla por una nueva manteniendo fidedignamente el diseño original.
Con motivo del día de la danza el 6 de marzo, la barandilla  se convierte en una barra de ballet donde  más de un millar de estudiantes de danza clásica realizan una exhibición.
A lo largo de los años, la Barandilla de La Concha ha sido testigo de innumerables momentos históricos y se ha consolidado como uno de los principales atractivos de la ciudad, destacando tanto por su belleza estética como por su valor cultural e histórico.  